# Evžen Krob
Evžen Krob (19. dubna 1926, Křivoklát – 8. července 2009, Křivoklát) byl český volejbalista, který reprezentoval Československo. S jeho reprezentací získal stříbrnou medaili na mistrovství Evropy v roce 1950. Za národní tým nastupoval v letech 1949–1951. Hrál za kluby SK Rakovník, Sokol Liberec I., ATK Praha, Dynamo Slavia Praha a Spartak Motorlet Praha. S ATK se v roce 1950 stal mistrem Československa. Po skončení hráčské kariéry se začal věnovat trénování, vedl kluby Dynamo Praha, Motorlet Praha, Aero Odolena Voda, Ibis Kortrijk, Knack Roeselare a VK Region Rakovník. Odolenu Vodu přivedl k titulům mistra v letech 1977 a 1987, s Kortrijkem se stal dvakrát mistrem Belgie. Byl otcem famózního vzestupu Odolene Vody, vytáhl tento klub z okresního přeboru až do nejvyšší soutěže a nakonec na úplný vrchol. Působil v Odolene Vodě 25 let. Byl též dlouholetým funkcionářem Československého volejbalového svazu. Jeho první manželkou byla volejbalistka Libuše Houdková, bronzová medailistka z mistrovství Evropy v roce 1950. Jako hráč měl přezdívku Pavouk, jako trenér Dědek.